# S. Pierre Yameogo
S. Pierre Yameogo (15 de mayo de 1955-1 de abril de 2019) fue un director de cine y guionista de Burkina Faso. Su película Delwende se proyectó en la sección Un certain regard en el Festival de Cannes de 2005, donde ganó el premio Prize of Hope.

## Filmografía
- L'Œuf silhouette (1984)
- DuniaDunia (1987)
- Laafi - Tout va bien (1991)
- Wendemi, l'enfant du bon Dieu (1993)
- Silmandé - Tourbillon (1998)
- Moi et mon blanc (2003)
- Delwende (2005)
- Réfugiés…. mais humains (2007)
- Bayiri, la patrie (2011)

## Premios y distinciones
Festival Internacional de Cine de Cannes
| Año  | Categoría                          | Película | Resultado |
| ---- | ---------------------------------- | -------- | --------- |
| 2005 | Un Certain Regard Prix de l'espoir | Delwende | Ganador   |